# Nicolás Calafat
Nicolás Calafat, llamado Nicolau Calafat en Catalán (n. Valldemosa (Mallorca) a mediados del siglo XV) fue un impresor de España. Este personaje es famoso porque en 1485 instaló en su establecimiento de Miramar, junto con su socio Bartomeu Caldentey, la primera imprenta de las Baleares. El primer texto que se imprimió en 1487 era un cancionero del poeta Francisco Prats llamado "Devota contemplación y meditaciones de la Vía-Sacra". Todavía se conservan ejemplares en la Biblioteca Nacional de Madrid y en la de Palma de Mallorca, y son considerados como los incunables más interesantes de la historia de la impresión en España. Entre las obras impresas se cuentan de tipo religioso, cultural, y administrativo, por ejemplo el "Breviaro de la Diócesis mallorquina".
También publicó obras para el Estudio General Luliano sobre Ramon Llull instiuído por Fernando el Católico en 1483. En su memoria, existe una calle con su nombre en Palma de Mallorca. En la localidad de Valldemosa hay un colegio público también con su nombre.